# Camon, Ariège
Camon är en kommun i departementet Ariège i regionen Occitanien i södra Frankrike. Kommunen ligger  i kantonen Mirepoix som ligger i arrondissementet Pamiers. År 2022 hade Camon 152 invånare.

## Befolkningsutveckling
Antalet invånare i kommunen Camon
Referens: INSEE